# Styphlolepis
Styphlolepis is een geslacht van vlinders van de familie van de grasmotten (Crambidae), uit de onderfamilie van de Midilinae. De wetenschappelijke naam voor dit geslacht is voor het eerst gepubliceerd in 1896 door George Francis Hampson. Hampson beschreef ook de eerste soort uit het geslacht, Styphlolepis squamosalis uit Australië (Queensland), die als typesoort is aangeduid.

## Soorten
- S. agenor Turner, 1915
- S. delopasta Turner, 1941
- S. erythrocosma Turner, 1941
- S. hypermegas Turner, 1922
- S. leucosticta Hampson, 1919
- S. squamosalis Hampson, 1896